# Neurellipes lychnides
Neurellipes lychnides is een vlinder uit de familie van de Lycaenidae. De wetenschappelijke naam van de soort is voor het eerst gepubliceerd in 1878 door William Chapman Hewitson.
De soort komt voor in Nigeria en Kameroen.